# NGC 5082
NGC 5082 (другие обозначения — ESO 269-89, MCG −7-27-53, DCL 562, PGC 46566) — линзообразная галактика (SB0) в созвездии Центавр.
Этот объект входит в число перечисленных в оригинальной редакции «Нового общего каталога».
В галактике вспыхнула сверхновая SN 1958F. Её пиковая видимая звёздная величина составила 16.